# Confessin' the Blues
 (septembre 2018).
Si vous disposez d'ouvrages ou d'articles de référence ou si vous connaissez des sites web de qualité traitant du thème abordé ici, merci de compléter l'article en donnant les références utiles à sa vérifiabilité et en les liant à la section « Notes et références ».
Albums de The Rolling Stones
On Air
(2016)
Confessin' the Blues est une compilation de standards de blues et de rock'n'roll publiée par The Rolling Stones en 2018. Il regroupe les principales chansons originales qui ont inspiré ces derniers.

## Historique
Durant leur carrière, les Rolling Stones ont été inspirés par les standards du blues et du rock 'n' roll, même avant leur formation. A leurs débuts, ils les reprenaient avant d'écrire leur propres chansons et de connaître le succès. Pourtant, en plus de leurs compositions, ils continuent de faire des reprises, que ce soit sur scène ou sur les albums studios (entre 0 et 3 chansons par disques à l'exception de Blue & Lonesome en 2016 et avant ceux avant 1966), même encore de nos jours.
En 2018, le groupe décide donc de créer une compilation des chansons qui les ont inspirés et ont souvent repris, dans leur version d'origine interprétées par les interprètes d'origine.

## Caractéristiques artistiques
Cette compilation regroupe les morceaux qui ont influencé les Stones. L'album ouvre sur Rollin' Stone de Muddy Waters, le titre qui a donné son nom au groupe. Plusieurs de ces chansons ont été enregistrées par eux au cours de leur carrière, comme Little Red Rooster et Love in Vain.
Le dessin qui figure sur la pochette est de Ron Wood.

## Parution et réception
Une partie des royalties sera reversée à la Willie Dixon’s Blues Heaven Foundation.

## Liste des chansons

### CD1
- Muddy Waters - Rollin' Stone
- Howlin’ Wolf - Little Red Rooster
- John Lee Hooker - Boogie Chillen'
- Little Walter - I Hate to See You Go
- Chuck Berry - Little Queenie
- Bo Diddley - You Can’t Judge a Book by Its Cover
- Eddie Taylor - Ride ’Em On Down
- Slim Harpo - I’m a King Bee
- Magic Sam - All Your Love
- Elmore James w/ Sonny Boy Williamson II - Dust My Broom
- Little Walter - Just Your Fool
- Muddy Waters - I Want to Be Loved
- Big Bill Broonzy - Key to the Highway
- Robert Johnson - Love In Vain Blues
- Mississippi Fred McDowell - You Gotta Move
- Jimmy Reed - Bright Lights, Big City
- Big Maceo - Worried Life Blues
- Little Johnny Taylor - Everybody Knows About My Good Thing (Part 1)
- Howlin’ Wolf - Commit a Crime
- Otis Rush - I Can't Quit You Baby
- Jay McShann & Walter Brown - Confessin’ the Blues

### CD2
- Howlin’ Wolf - Just Like I Treat You
- Little Walter - I Got to Go
- Chuck Berry - Carol
- Bo Diddley - Mona
- Muddy Waters - I Just Want to Make Love to You
- Elmore James & The Broom Dusters - Blues Before Sunrise
- Eddie Taylor - Bad Boy
- Boy Blue - Boogie Children
- Jimmy Reed - Little Rain
- Robert Johnson - Stop Breakin’ Down Blues
- Reverend Robert Wilkins - The Prodigal Son
- Lightnin' Slim - Hoodoo Blues
- Billy Boy Arnold - Don’t Stay Out All Night
- Bo Diddley - Crawdad
- Dale Hawkins - Susie Q
- Amos Milburn - Down the Road a Piece
- Howlin’ Wolf - Little Baby
- Little Walter - Blue and Lonesome
- B.B. King - Rock Me Baby
- Buddy Guy - Damn Right, I’ve Got the Blues
- Muddy Waters - Mannish Boy